# Ardisia jefeana
Ardisia jefeana är en viveväxtart som beskrevs av C.L. Lundell. Ardisia jefeana ingår i släktet Ardisia och familjen viveväxter. Inga underarter finns listade i Catalogue of Life.